# Nicolaï Krivtsov
Pour les articles homonymes, voir Krivtsov.
Nicolaï Ivanovitch Krivtsov (en russe : Николай Иванович Кривцов), né le 3 septembre 1945 à Russie et mort le 25 novembre 2011 est un scientifique russe, docteur en sciences, professeur, membre de l'Académie d'agriculture de Russie (ru), directeur de l'Institut de recherches apicoles de Russie. Scientifique émérite de la fédération de Russie (2011).
Il est lauréat du prix d'État de la fédération de Russie en 2000.
Il est lauréat du prix du gouvernement de Russie en 2004.
Il est diplômé de l'Institut pédagogique de Orel.
En 1992, il a défendu sa thèse de doctorat.
Nicolaï Krivtsov est l'auteur de plus de 400 articles scientifiques.